# کوسج سفلی
کوسج سفلی یک روستا در ایران است که در دهستان انگوران واقع شده‌است.مردم این روستا به زبان ترکی آذربایجانی صحبت می کنند. اهالی زیادی از این روستا در ده های ۱۳۶۰ و ۱۳۷۰ شمسی به شهرهای اطراف زنجان و تهران مهاجرت نمدند.  کوسج سفلی ۲۷۴ نفر جمعیت دارد.